# 키프로스의 마천루 목록
이 글은 키프로스의 마천루 목록이다.

## 목록
| 순위 | 건물                       | 도시     | 높이   | 층수 | 완공   |
| ---- | -------------------------- | -------- | ------ | ---- | ------ |
| 1    | 센트럴 파크 레지던스       | 니코시아 | 78 m   | 21   | 2018년 |
| 2    | 올림픽 레지던스 타워 A & B | 리마솔   | 76 m   | 20   | 2012년 |
| 3    | 타원형                     | 리마솔   | 75 m   | 17   | 2017년 |
| 4    | 워 게이밍 본사             | 니코시아 | 75 m   | 15   | 2014년 |
| 5    | 흰 벽                      | 니코시아 | 67 m   | 18   | 2013년 |
| 6    | 키프로스 무역 은행         | 니코시아 | 66 m   | 16   | 1996년 |
| 7    | 아크 쉽                    | 리마솔   | 62 m   | 17   | 2018년 |
| 8    | 레벤 티스 아트 갤러리      | 니코시아 | 61.4 m | 15   | 2014년 |
| 9    | 래디슨 블루                | 라르나카 | 59 m   | 16   | 2018년 |
| 10   | 유로 뱅크 본사             | 니코시아 | 59 m   | 15   | 2019년 |
| 11   | i 홈 (블록 A)              | 리마솔   | 56 m   | 12   | 2018년 |
| 12   | 틱션 타워                  | 라르나카 | 55 m   | 14   | 2010년 |
| 13   | 시덜 오아시스              | 리마솔   | 54 m   | 16   | 2019년 |
| 14   | 매르토리니엔 레지던스      | 리마솔   | 53 m   | 14   | 2020년 |
| 15   | 이리다 3                   | 라르나카 | 52 m   | 14   | 2012년 |
| 16   | KEMA                       | 니코시아 | 52 m   | 12   | 1978년 |
| 17   | 샤콜라스 타워              | 니코시아 | 50 m   | 11   | 1959년 |

## 같이 보기
- 유럽의 마천루 목록
- 마천루 목록
- 몰타의 마천루 목록
- 이스라엘의 마천루 목록